# Федеральный музыкальный проект
Федеральный музыкальный проект (англ. Federal Music Project, FMP) — американская программа государственного финансирования музыки и фольклористики, являвшаяся частью «Нового курса» Франклина Рузвельта; продолжалась с 1935 по 1943 год (была переформатирована в августе 1939 года); главой проекта, финансировавшегося Управлением общественных работ (WPA), являлся композитор Николай Соколов; проект входил в число пяти федеральных проектов, направленных на поддержку деятелей культуры (Federal Project Number One). В рамках данного музыкального проекта, FMP создала более 34 новых оркестров в США, поддержав во время Великой депрессии тысячи музыкантов; научные сотрудники проекта также исследовали американскую традиционную музыку и народные песни, создав уникальный архив.